# Туран (Бурятія)
Туран (рос. Туран) — село Тункинського району, Бурятії Росії. Входить до складу Сільського поселення Туран.
Населення — 711 осіб (2015 рік).